# Азирис Нуна
«Ази́рис Ну́на» — российский детский фантастический фильм 2006 года, экранизация романа Юлия Буркина и Сергея Лукьяненко «Сегодня, мама!» — первой части трилогии «Остров Русь».

## Сюжет
Однажды в городской археологический музей привозят каменную глыбу, испещрённую полустёртыми древнеегипетскими иероглифами. Сторож музея, к своему удивлению, обнаруживает в глыбе трещину, из которой виднеется загадочный металлический предмет…
Два брата, Стас и Костя, узнав о подозрительном куске скалы, ночью пробираются в музей. Они находят внутри глыбы странную металлическую капсулу яйцевидной формы, забираются в неё и непонятным образом отправляются в путешествие во времени.
Сначала они попадают в 2506 год, где становятся узниками «Космической тюрьмы», знакомятся с необычными людьми будущего, играют в невероятную игру, попадают в лапы фантастического сфинкса Шидлы, который спасает их от подстерегающих опасностей. Братья продолжают своё путешествие в машине времени, которая закидывает их на этот раз в 1506 год до н. э. в Древний Египет. Там их ждёт знакомство с деспотичным фараоном Неменхотепом IV, распорядившимся принести их в жертву на день его женитьбы. Братья оказываются на волосок от гибели. В очередной раз спасшись от древних египтян, Стас и Костя снова забираются в капсулу хроноскафа и возвращаются в наше время к своим родителям.

## В ролях
| Актёр                | Роль                                 |
| -------------------- | ------------------------------------ |
| Филипп Авдеев        | Костя                                |
| Роман Керимов        | Стас                                 |
| Максим Аверин        | Шидла                                |
| Александр Филиппенко | фараон Неменхотеп IV / Мумия фараона |
| Александр Лазарев    | папа                                 |
| Нонна Гришаева       | мама / Хайлине                       |
| Вячеслав Гришечкин   | Кубатай                              |
| Алёна Ивченко        | Айна                                 |
| Семён Фурман         | Смолянин                             |
| Мария Козакова       | Хайлине в детстве                    |
| Андрей Лукьянов      | верховный жрец                       |
| Андрей Бархударов    | Доршан                               |
| Владимир Гусев       | советник Ашири                       |
| Юрий Ваксман         | советник Гопа                        |
| Александр Беляев     | предсказатель погоды                 |
| Валерий Гирис        | глашатай                             |
| Спартак Мишулин      | сторож                               |

## Саундтрек
Специально для фильма группа «Тайм-Аут» записала кавер на песню В. Чернышева и Р. Рождественского «Этот большой мир».